# 애너카 (미네소타주)

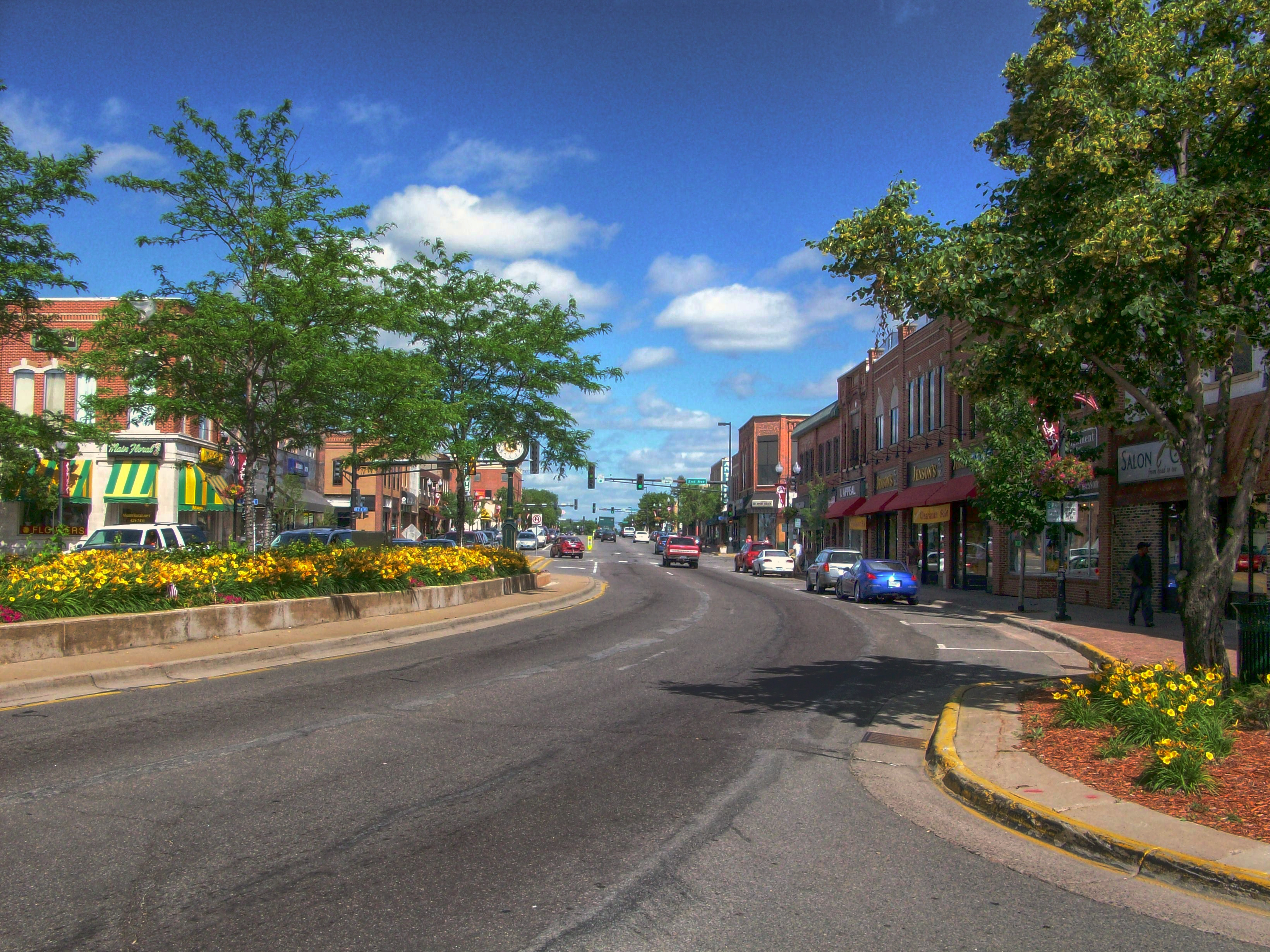

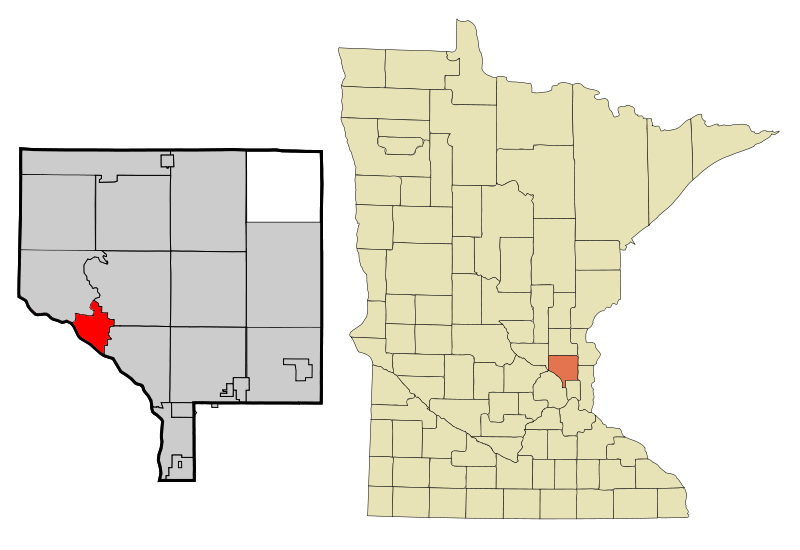

애너카(Anoka)는 미국 미네소타주 애너카군의 도시이자 군청 소재지이다. 2010년 미국 인구 조사 기준으로 인구 수는 17,142명이다. 애너카는 세계의 할로윈의 수도로 불리는데 그 이유는 1920년 최초의 할로윈 행진들 하나를 거행한 지역이기 때문이다. 여러 퍼레이드와 함께 해마다 휴일을 계속 기리고 있다. 애너카는 트윈 시티의 북쪽 교외지역이다.

## 인구
| 인구조사              | 인구   | Note | %±     |
| --------------------- | ------ | ---- | ------ |
| 1880년                | 2,706  |      | —      |
| 1890년                | 4,252  |      | 57.1%  |
| 1900년                | 3,769  |      | −11.4% |
| 1910년                | 3,972  |      | 5.4%   |
| 1920년                | 4,287  |      | 7.9%   |
| 1930년                | 4,851  |      | 13.2%  |
| 1940년                | 6,426  |      | 32.5%  |
| 1950년                | 7,396  |      | 15.1%  |
| 1960년                | 10,562 |      | 42.8%  |
| 1970년                | 13,298 |      | 25.9%  |
| 1980년                | 15,634 |      | 17.6%  |
| 1990년                | 17,192 |      | 10.0%  |
| 2000년                | 18,076 |      | 5.1%   |
| 2010년                | 17,142 |      | −5.2%  |
| 2020년                | 17,921 |      | 4.5%   |
| U.S. Decennial Census |        |      |        |